# Login Nikolajewitsch Bolschew
Login Nikolajewitsch Bolschew (russisch Логин Николаевич Большев, englische Transkription Login Bolshev; * 6. März 1922 in Moskau; † 29. August 1978 ebenda) war ein sowjetischer mathematischer Statistiker.
Bolschew erwarb 1951 seinen Abschluss an der Lomonossow-Universität, war danach am Steklow-Institut und wurde 1969 Professor. Er war ein Schüler von Andrei Kolmogorow.
Mit Nikolai Wassiljewitsch Smirnow gab er 1965 ein Tabellenwerk der mathematischen Statistik heraus.
Das wissenschaftliche Interessengebiet von Bolschew war die Wahrscheinlichkeitstheorie, mathematische Statistik und ihre Anwendungen.
Wissenschaftliche Arbeiten von Bolschew widmen sich Grenzsätzen und asymptotischen Expansionen von Wahrscheinlichkeitsverteilungen, die in der mathematischen Statistik weit verbreitet sind, sowie anderen damit verbundenen theoretischen und angewandten Problemen. Es gelang ihm, die Theorie der asymptotischen Expansionen für die in angewandten und theoretischen Studien weit verbreiteten Grundwahrscheinlichkeitsverteilungen zu konstruieren.
Seit 26. November 1974 war Bolschew ein korrespondierendes Mitglied der Akademie der Wissenschaften der UdSSR. Er war seit 1970 Mitglied des International Statistical Institute sowie Mitglied der Redaktion der Zeitschrift „Wahrscheinlichkeitstheorie und ihre Anwendungen“.